# Primati della Chiesa ortodossa georgiana

Simbolo della Chiesa ortodossa georgiana

Lista dei primati della Chiesa apostolica autocefala ortodossa georgiana

## Arcivescovi di Mtskheta
- Ioane I 335-363
- Iakobi 363-375
- Iobi 375-390
- Elia I 390-400
- Svimeon I 400-410
- Mose 410-425
- Iona 425-429
- Ieremia 429-433
- Grigol I 433-434
- Vasili I 434-436
- Glonakor 436-448
- Iovel I 448-452
- Michael I 452-467

## Catholicos di Iberia

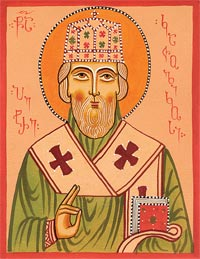
Pietro I (467-474)

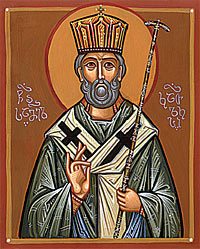
Samuele I (474-502)

- Pietro I 467-474
- Samuele I 474-502
- Gabriel I 502-510
- Tavfechag I 510-516
- Chirmagi-Chigirmane 516-523
- Saba I 523-532
- Evlavi 532-544
- Samuel II 544-553
- Makari 553-569
- Svimeon II 569-575
- Samuel III 575-582
- Samuel IV 582-591
- Bartlome 591-595
- Kirion I 595-610
- Ioane II 610-619
- Babila 619-629
- Tabor 629-634
- Samuel V 634-640
- Evnon 640-649
- Tavfechag II 649-664
- Evlale 664-668
- Iovel II 668-670
- Samuel VI 670-677
- Giorgi I 677-678
- Kirion II 678-683
- Izid-Bozidi 683-685
- Theodor I (Teodose) 685-689
- Peter (Svimeoni) II 689-720
- Talale 720-731
- Mamai 731-744
- Ioane III 744-760
- Grigol II 760-767
- Sarmeane 767-774
- Michael II 774-780
- Samuel VII 780-790
- Kirile 791-802
- Grigol III 802-814

- Samuel VIII 814-826
- Giorgi II 826-838
- Gabriel II 838-850
- Ilarion I 850-860
- Arsen I 860-887
- Evsuki 887-900
- Klementos 900-914
- Basili II 914-930
- Michael III 930-944
- David I 944-955
- Arseni II 955-980
- Oqropiri (Ioane I) 980-1001
- Svimeon III 1001-1012

## Primo periodo patriarcale (1001-1811)

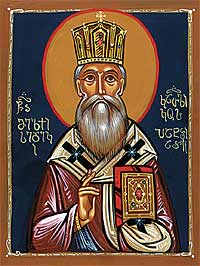
Melchisedec I (1010-1033)

### Catholicos Patriarca di tutta la Georgia
- Melchisedec I 1001-1033
- Okropir (Ioane) II 1033-1049
- Ekvtime I 1049-1055
- Giorgi III Taoeli 1055-1065
- Gabriel III Safareli 1065-1080
- Dimitri 1080-1090
- Basili III Karichisdze 1090-1100
- Ioane IV Safareli 1100-1142
- Svimeon IV Gulaberisdze 1142-1146
- Saba II 1146-1150
- Nikolaus I Gulaberize 1150-1178
- Michael IV 1178-1186
- Theodor II 1186-1206
- Basili IV 1206-1208
- Ioane V 1208-1210
- Epiphane 1210-1220
- Ekvtime II 1220-1222
- Arseni III 1222-1225
- Giorgi IV 1225-1230
- Arseni IV Bulmaisisdze 1230-1240
- Nikolaus II 1240-1280
- Abraham I 1280-1310
- Ekvtime III 1310-1325
- Michael V 1325-1330
- Basil V 1330-1350
- Doroteoz I 1350-1356
- Shio I 1356-1364
- Nikolaus III 1364-1380
- Giorgi V 1380-1399

- Elioz Gobirakhisdze 1399-1411
- Michael VI 1411-1426
- David II 1426-1430
- Theodor III 1430-1435
- David II Gobeladze 1435-1439
- Shio II 1440-1443

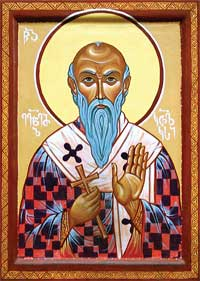
Evdemoz I (1630-1638)

- David II Gobeladze 1443-1459 (nuovo mandato)
- Markus 1460-1466
- David IV 1466-1479
- Evagre 1480-1492
- Abraham II Abalaki 1492-1497
- Efrem I 1497-1500
- Evagre 1500-1503 (nuovo mandato)
- Doroteoz II 1503-1510
- Dionise 1510-1511
- Doroteoz II 1511-1516 (nuovo mandato)
- Basil VI 1517-1528
- Malakia 1528-1538
- Melkisedek II Bagrationi 1538-1541
- Germene 1541-1547
- Svimeon V 1547-1550
- Zebede I 1550-1557
- Domenti I 1557-1562
- Nikolaus IV Baratashvili 1562-1584
- Nikolaus V 1584-1591
- Doriteoz III 1592-1599
- Domenti II 1599-1603
- Zebede II 1603-1610
- Ioane VI Avalishvili 1610-1613
- Kristefore I 1613-1622
- Zakaria Jorjadze 1623-1630
- Evdemoz I Diasamidze 1630-1638
- Kristefore II Urdubegisdze Amilakhvari 1638-1660
- Domenti II Kaikhosro Mukhran Batonisdze 1660-1675
- Nikolaus VI Magaladze 1675-1676

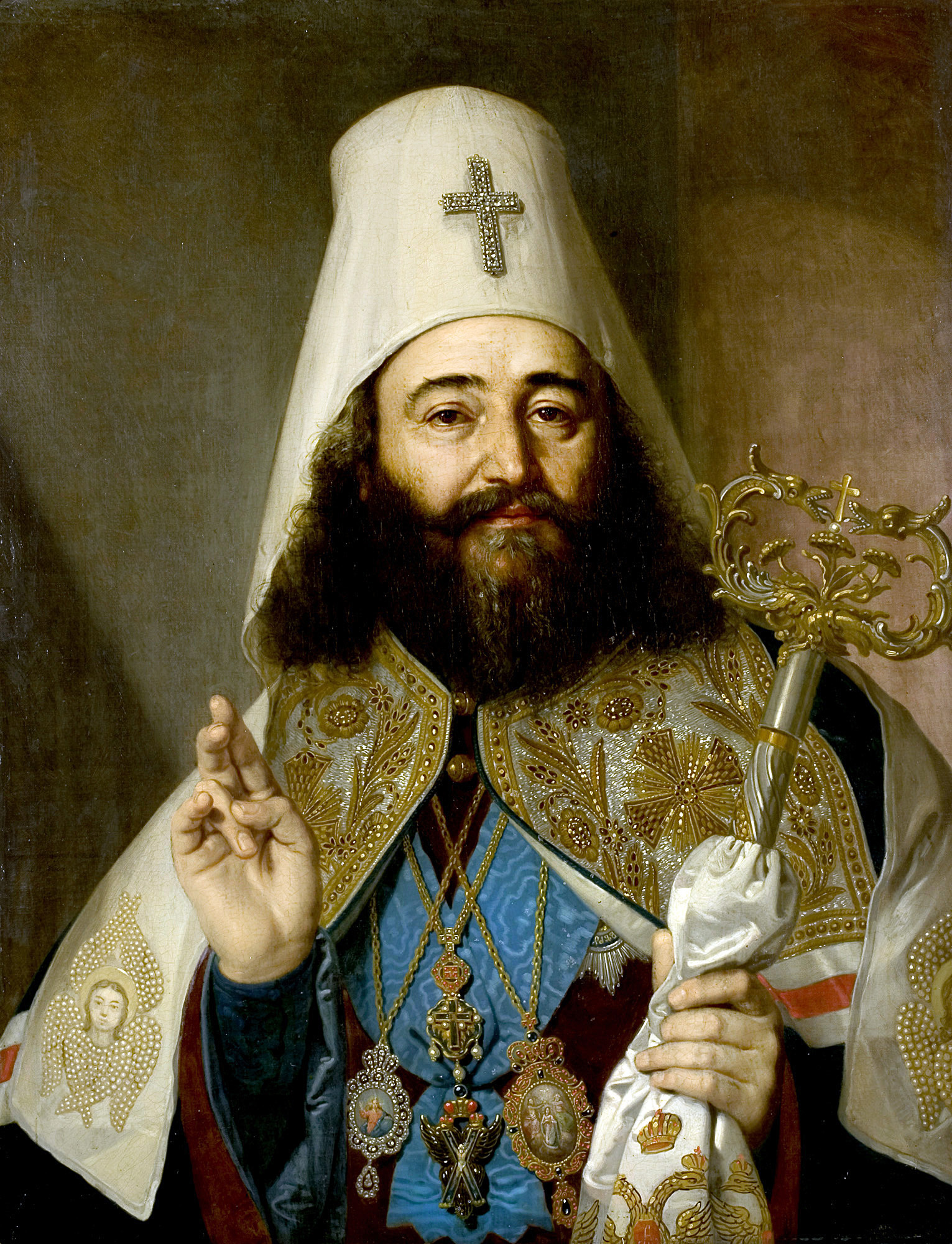
Antonio II (1788-1811)

- Nikolaus VII Amilakhvari 1676-1687
- Ioan VII Diasamidze 1687-1691
- Nikolaus VII Amilakhvari 1691-1695 (nuovo mandato)
- Ioan VII Diasamidze 1696-1700 (nuovo mandato)
- Evdemoz II Diasamize 1700-1703
- Domenti III 1704-1725
- Besarion Orbeliani 1725-1737
- Kirile 1737-1739
- Domenti III 1739-1741 (nuovo mandato)
- Nikolaus VII Kherkheulidze 1742-1744
- Antonio I 1744-1755
- Ioseb Jandieri 1755-1764
- Anton I Didi 1764-1788 (nuovo mandato)
- Antonio II 1788-1811

## Esarcato dipendente dal Santissimo Sinodo russo (1811-1917)

### Arcivescovo di Kartli-Kakheti ed esarca della Georgia
| Nome dell'esarca | Ritratto | Inizio esarcato   | Fine esarcato     | Nome secolare                      | Luogo e anno di nascita                               | Lugo e anno di morte                          | Sepoltura                                        | №  |
| ---------------- | -------- | ----------------- | ----------------- | ---------------------------------- | ----------------------------------------------------- | --------------------------------------------- | ------------------------------------------------ | -- |
| Barlaam          |          | 8 luglio 1811     | 14 maggio 1817    | Varlaam Eristavi                   | Ducato di Ksani, Kartli-Kakheti (1763)                | Mosca, Impero russo (1830)                    | Monastero Danilov (Mosca)                        | 1  |
| Teofilatto       |          | 14 maggio 1817    | 19 luglio 1821    | Fёdor Gavrilovič Rusanov           | Governatorato di Arcangelo, Impero russo (1765)       | Sighnaghi, Impero russo (1821)                | Monastero di Bodbe (Sighnaghi)                   | 2  |
| Giona            |          | 1º ottobre 1821   | 5 marzo 1832      | Ivan Semёnovič Vasilevskij         | Kaluga, Impero russo (1762)                           | San Pietroburgo, Impero russo (1849)          | Monastero di Aleksandr Nevskij (San Pietroburgo) | 3  |
| Mosè             |          | 12 marzo 1832     | 13 luglio 1834    | Matvej Bogdanov-Platonov-Antipov   | Impero russo (1783)                                   | Tbilisi, Impero russo (1834)                  | Cattedrale Sioni (Tbilisi)                       | 4  |
| Eugenio          |          | 1º settembre 1934 | 12 novembre 1844  | Aleksandr Filippovič Baženov       | Governatorato di Tula, Impero russo (1784)            | Pskov, Impero russo (1862)                    | Cattedrale della Trinità (Pskov)                 | 5  |
| Isidoro          |          | 12 novembre 1844  | 1º marzo 1858     | Iakov Sergeevič Nikol'skij         | Nikol'skoe, Impero russo (1799)                       | San Pietroburgo, Impero russo (1892)          | Monastero di Aleksandr Nevskij (San Pietroburgo) | 6  |
| Eusebio          |          | 1º marzo 1858     | 8 dicembre 1877   | Aleksej Alekseevič Il'inskij       | Belgorod, Impero russo (1809)                         | Tver', Impero russo (1879)                    | Cattedrale della Trasfigurazione (Tver')         | 7  |
| Joannicus        |          | 8 dicembre 1877   | 27 giugno 1882    | Ivan Maksimovič Rudnev             | Verchnee Skvorčee, Impero russo (1826)                | Deserto di Goloseevskaja, Impero russo (1900) | Kyevo Pečers'ka Lavra (Kiev)                     | 8  |
| Paolo            |          | 16 luglio 1882    | 29 settembre 1887 | Pёtr Vasil'evič Lebedev            | Governatorato di Tver', Impero russo (1827)           | Kazan', Impero russo (1892)                   | Kazan'                                           | 9  |
| Palladio         |          | 29 settembre 1887 | 18 ottobre 1892   | Pavel Ivanovič Raev                | Governatorato di Nižnij Novgorod, Impero russo (1827) | San Pietroburgo, Impero russo (1898)          | Monastero di Aleksandr Nevskij (San Pietroburgo) | 10 |
| Vladimiro        |          | 18 ottobre 1892   | 21 febbraio 1898  | Vasilij Nikiforovič Bogojavlenskij | Tambov, Impero russo (1848)                           | Kiev, Unione Sovietica (1918)                 | Kyevo Pečers'ka Lavra (Kiev)                     | 11 |
| Flavio           |          | 21 febbraio 1898  | 10 novembre 1901  | Nikolaj Nikolaevič Gorodeckij      | Orël, Impero russo (1841)                             | Kiev, Impero russo (1915)                     | Kyevo Pečers'ka Lavra (Kiev)                     | 12 |
| Alessio I        |          | 10 novembre 1901  | 1º luglio 1905    | Aleksej Alekseevič Opockij         | Opočka, Impero russo (1837)                           | Mosca, Impero russo (1914)                    | Monastero Donskoj (Mosca)                        | 14 |
| Nicola           |          | 1º luglio 1905    | 9 giugno 1906     | Nikolaj Aleksandrovič Nalimov      | Novaja Ladoga, Impero russo (1852)                    | San Pietroburgo, Impero russo (1914)          | Monastero di Aleksandr Nevskij (San Pietroburgo) | 15 |
| Nikon            |          | 9 giugno 1906     | 28 maggio 1908    | Nikolaj Andreevič Sofijskij        | Governatorato di Kostroma, Impero russo (1852)        | Tbilisi, Impero russo (1908)                  | Cattedrale della Dormizione (Vladimir)           | 16 |
| Innocenzo        |          | 7 dicembre 1909   | 9 settembre 1913  | Ivan Vasil'evič Beljaev            | Governatorato di Vladimir, Impero russo (1862)        | San Pietroburgo, Impero russo (1913)          | Monastero di Aleksandr Nevskij (San Pietroburgo) | 17 |
| Alessio II       |          | 2 novembre 1913   | 20 maggio 1914    | Aleksej Vasil'evič Molčanov        | Governatorato di Vjatka, Impero russo (1853)          | Tbilisi, Impero russo (1914)                  | Kil'mez'                                         | 18 |
| Pitirim          |          | 26 giugno 1914    | 23 novembre 1915  | Pavel Vasil'evič Oknov             | Riga, Impero russo (1858)                             | Ekaterinodar, Unione Sovietica (1920)         | Cattedrale di Santa Caterina (Krasnodar)         | 19 |
| Platone          |          | 5 dicembre 1915   | 13 agosto 1917    | Porfirij Fёdorovič Roždestvenskij  | Governatorato di Kursk, Impero russo (1866)           | Stati Uniti (1934)                            | Stati Uniti                                      | 20 |

## Secondo periodo patriarcale (dal 1917 ad oggi)

### Catholicos Patriarca di tutta la Georgia e Arcivescovo di Mtskheta e Tbilisi
| Nome del patriarca                                 | Ritratto | Inizio patriarcato | Fine patriarcato | Nome secolare                   | Luogo e anno di nascita                       | Lugo e anno di morte              | Sepoltura                  | №   |
| -------------------------------------------------- | -------- | ------------------ | ---------------- | ------------------------------- | --------------------------------------------- | --------------------------------- | -------------------------- | --- |
| Kirion II (კირიონ II - Kirion II)                  |          | 1º ottobre 1917    | 26 giugno 1918   | Giorgi Sadzaglishvili           | Nikozi, Impero russo (1855)                   | Martqopi, Unione Sovietica (1918) | Cattedrale Sioni (Tbilisi) | 148 |
| Leonida (ლეონიდე - Leonide)                        |          | 28 novembre 1918   | 11 giugno 1921   | Longinoz Okropiridze            | Governatorato di Tbilisi, Impero russo (1860) | Tbilisi, Unione Sovietica (1921)  | Cattedrale Sioni (Tbilisi) | 149 |
| Ambrogio (ამბროსი - Ambrosi)                       |          | 7 settembre 1921   | 29 marzo 1927    | Besarion Khelaia                | Mart'vili, Impero russo (1861)                | Tbilisi, Unione Sovietica (1927)  | Cattedrale Sioni (Tbilisi) | 150 |
| Cristoforo III (ქრისტეფორე III - Kristefore III)   |          | 21 giugno 1927     | 10 gennaio 1932  | Kristepore Tsitskishvili        | Kharagauli, Impero russo (1873)               | Tbilisi, Unione Sovietica (1932)  | Cattedrale Sioni (Tbilisi) | 151 |
| Callistrato (კალისტრატე - Kalistrate)              |          | 21 giugno 1932     | 3 febbraio 1952  | Kalistrate Tsintsadze           | Vani, Impero russo (1866)                     | Tbilisi, Unione Sovietica (1952)  | Cattedrale Sioni (Tbilisi) | 152 |
| Melchisedec III (მელქისედეკ III - Melchisedec III) |          | 5 aprile 1952      | 10 gennaio 1960  | Mikheil Pkhaladze               | Governatorato di Tbilisi, Impero russo (1866) | Tbilisi, Unione Sovietica (1960)  | Cattedrale Sioni (Tbilisi) | 153 |
| Efrem II (ეფრემ II - Eprem II)                     |          | 2 febbraio 1960    | 7 aprile 1972    | Grigol Sidamonidze              | K'asp'i, Impero russo (1896)                  | Tbilisi, Unione Sovietica (1972)  | Cattedrale Sioni (Tbilisi) | 154 |
| Davide V (დავით V - David V)                       |          | 2 luglio 1972      | 9 novembre 1977  | Khariton Devdariani             | Kharagauli, Impero russo (1903)               | Tbilisi, Unione Sovietica (1977)  | Cattedrale Sioni (Tbilisi) | 155 |
| Elia II (ილია II - Ilia II)                        |          | 23 dicembre 1977   | in carica        | Irakli Ghudushauri-Shiolashvili | Vladikavkaz, Unione Sovietica (1933)          |                                   |                            | 156 |